# Салтак (Куженерський район)
Салта́к (рос. Салтак, марій. Салтак) — присілок у складі Куженерського району Марій Ел, Росія. Входить до складу Салтак'яльського сільського поселення.

## Населення
Населення — 7 осіб (2010; 6 у 2002).
Національний склад (станом на 2002 рік):
- марійці — 100 %